# Stefano Delle Chiaie
Pour les articles homonymes, voir ALFA et Alfredo Di Stéfano.
Stefano Delle Chiaie, alias ALFA, alias Alfredo di Stefano, né le 13 septembre 1936 à Caserte en Campanie et mort le 10 septembre 2019 à Rome, est un militant néofasciste italien impliqué dans diverses opérations terroristes.
Il est d'abord membre du Mouvement social italien (MSI) puis du Centro Studi Ordine Nuovo, avant de fonder Avanguardia Nazionale. Recherché par la justice italienne pour sa participation à des attentats dans le cadre de la stratégie de la tension, il s'exile en Amérique latine, où il est impliqué dans l'opération Condor, en lien notamment avec le régime de Pinochet et celui des « colonels » argentins.

## Biographie

### Débuts au MSI et auCentro Studi Ordine Nuovo
Stefano Delle Chiaie prend sa carte au Mouvement social italien (MSI) à l'âge de 14 ans - ce qui lui vaut son surnom de Caccola. Après avoir participé à la fondation des Centri Studi Ordine Nuovo, avec des membres du MSI, dont notamment Pino Rauti, il crée, à la fin des années 1950, les petits Gruppi di Azione Rivoluzionari (GAR), afin de pouvoir mener des actions directes, souvent illégales, sans que la responsabilité n'en échoie à Ordine Nuovo . C'est avec les GAR qu'il organise de nombreuses actions militantes, comme par exemple la protestation contre la visite d'Eisenhower en Italie, ou contre le Parti communiste italien. Partisan d'un nationalisme européen, il entretient alors des liens avec le néo-nazi autrichien Konrad Windisch, créateur du cercle de jeunesse Kameradschaftsring Nationaler Jugendverbände (KNJ).

### Avanguardia Nazionale Giovanile
En 1959, alors qu'il est encore membre du Centro Studi Ordine Nuovo, Stefano Delle Chiaie, partisan d'une ligne activiste, entre en conflit avec Pino Rauti, qui privilégie le travail culturel. Il quitte alors le Centro Studi Ordine Nuovo pour fonder en 1960 son propre mouvement, Avanguardia Nazionale Giovanile (qui deviendra plus tard Avanguardia Nazionale). Le nouveau mouvement sera accusé de participation à de nombreux attentats lors des années de plomb (1969-1980), dont l'attentat de la piazza Fontana du 12 décembre 1969.
Il a été accusé d'être à l'époque devenu membre de la loge maçonnique Propaganda Due (P2), dirigée par Licio Gelli, ce qu'il a toujours nié.
Malgré l'anti-parlementarisme radical de Delle Chiaie et d'Avanguardia Nazionale, raison de la prise de distance avec le MSI, jugé trop électoraliste, il décide de prendre part aux élections législatives de 1963 (remportées par la DC), pensant pouvoir s'en servir comme plate-forme de propagande. Mais au lieu de présenter une liste propre d'AN, comme envisagé, il finit par se rallier - pour d'obscures raisons- à la liste du MSI, son groupe se chargeant de la communication du candidat Paolo Signorelli. Au Congrès du MSI de Pescara, en 1965, il soutient la tendance « révolutionnaire », menée par Giorgio Almirante, contre le secrétaire général sortant, Arturo Michelini, figure de proue de la tendance modérée du parti - mais il se déclare floué lorsque les deux candidats s'accordent à la fin du congrès sur un compromis.
En 1965, Avanguardia Nazionale Giovanile s'autodissout. Les militants continuent leurs activités en soutenant d'autres groupes, tout en restant en contact.

#### La bataille de Valle Giulia
Il participe activement aux événements de 1967-1968. Le premier mars 1968, alors que commencent les manifestations étudiantes à Rome, Delle Chiaie participe avec son groupe au cortège des contestataires, auquel se joignent aussi le FUAN-Caravella (Front universitaire d'action nationale) et Primula Goliardica. Quand la route du cortège est coupée par un cordon de la police à la hauteur de Valle Giulia, la situation dégénère. Delle Chiaie mène l'assaut des étudiants contre la police. Ces événements resteront connus comme la bataille de Valle Giulia. La suite des événements voit l'occupation conjointe de la Faculté de droit par le groupe de Stefano Delle Chiaie et le FUAN, et celle de la Faculté des Lettres par les étudiants de gauche. Delle Chiaie écrira qu'il s'est agi d'une des rares occasions où une convergence anti-système a pu unir les radicaux de droite et les radicaux de gauche contre le capitalisme et l'État,.
Le 17 mars, les Volontaires nationaux du MSI, guidés par Giorgio Almirante, se rassemblent près de l'université pour mettre un terme à l'occupation par la force. Les militants du FUAN, de Primula goliardica et le groupe de Delle Chiaie vont alors porter secours aux étudiants de gauche barricadés dans la Faculté des Lettres. Les incidents se terminent par l'intervention massive de la police. Delle Chiaie est arrêté, comme de nombreux étudiants.

### Avanguardia Nazionale
L'organisation se reconstitue en 1970, mais cette fois sous le nom d'Avanguardia Nazionale. Les responsables sont Sandro Pisano et Adriano Tilgher.
Le mouvement sera dissous le 5 juin 1976 par un tribunal de Rome pour « reconstitution de parti fasciste » (loi Scelba).

### Exil en Espagne
Après la tentative de coup d'État à Rome du 8 décembre 1970 (golpe Borghese) menée par Junio Valerio Borghese, ancien commandant de la Decima MAS, un corps d'élite de l'Italie fasciste, il s'enfuit en mars 1971 vers l'Espagne franquiste, avec Vincenzo Vinciguerra. Il rencontre notamment José López Rega, l'éminence grise d'Isabel Peron, et aussi le fondateur de la Triple A, un escadron de la mort argentin.
Il serait plus tard revenu en Espagne post-franquiste pour appuyer les Groupes antiterroristes de libération, créés par le gouvernement de Felipe González (PSOE), pour lutter contre l'ETA basque. Toutefois, Delle Chiaie a toujours nié avoir eu le moindre lien avec cette organisation.

### En Angola
En 1976, il se rend en Angola pour soutenir la guérilla pro-américaine menée par l'UNITA (Union nationale pour l'indépendance totale de l'Angola) de Jonas Sawimbi, contre le gouvernement du MPLA (Mouvement populaire de libération de l'Angola) d'Agostinho Neto, en place depuis l'indépendance du 11 novembre 1975 de la République populaire d'Angola, soutenue militairement par l'Union soviétique et Cuba.

### En Amérique latine:opération Condor
Le 20 juin 1973, il est en Argentine lors du massacre d'Ezeiza, le jour de l'arrivée de Perón à Buenos Aires après 18 ans d'exil en Espagne. En 1974, il quitte l'Espagne pour s'installer au Chili. Selon les déclarations à la justice de Vinciguerra et de Michael Townley, ex-agent de la CIA inculpé dans le cadre de l'assassinat d'Orlando Letelier, le ministre d'Allende, à Washington, il y rencontre, en avril 1974 à Santiago, et avec Valerio Borghese, Manuel Contreras, le chef de la DINA, la police politique de Pinochet. Il prépare alors l'attentat contre le démocrate chrétien chilien Bernardo Leighton, et rencontre en 1975, à cet effet, Michael Townley et le Cubain anti-castriste Virgilio Paz Romero (un proche de Luis Posada Carriles). Leighton et sa femme seront victimes d'une tentative d'assassinat le 6 octobre 1975 à Rome[réf. nécessaire].
Lors des funérailles de Franco, à Madrid, le 20 novembre 1975, il rencontre à nouveau Manuel Contreras, ainsi que Pinochet,, afin de préparer un attentat contre Carlos Altamirano, le chef du Parti socialiste chilien. Il croise aussi, lors de cet enterrement, Yves Guérin Sérac, le fondateur et animateur, dans le Portugal de Salazar, de l'Aginter Press, qui est officiellement une agence de presse mais qui a été accusée de nombreuses autres activités, et qui a émigré en Espagne après la « révolution des œillets » d'avril 1974.
Selon Vincenzo Vinciguerra, un « repenti » d'Avanguardia Nazionale :
« Les rapports entre Avanguardia nazionale et Pinochet ont été instaurés par le prince Borghese, qui a présenté Stefano Delle Chiaie à Pinochet. C'était un rapport politique, en ce sens qu'Avanguardia nazionale apportait son appui à la Dina en Europe. Il pouvait s'agir de renseignements, de propagande et éventuellement d'actions d'un genre particulier. L'une d'entre elles a été la tentative d'assassinat de Bernardo Leighton. »
Altamirano sera finalement averti par la DST, à sa descente d'aéroport à Roissy, des menaces pesant sur lui, mettant ainsi en échec la tentative d'assassinat.
Il se réfugie ensuite au Chili, où, avec d'autres Italiens, y compris Vinciguerra, ils sont hébergés par Michael Townley dans une résidence de Lo Curro que leur a accordée la DINA. Utilisée par le chimiste de la DINA Eugenio Berrios pour fabriquer du gaz sarin (Operación Andrea), la résidence de Lo Curro héberge aussi les militants anticommunistes cubains Orlando Bosch et Virgilio Paz, membres du Mouvement nationaliste cubain de Miami, ainsi que le français Albert Spaggiari, alias Daniel.
En 1976, Stefano Delle Chiaie aurait été présent lors de la fusillade de Montejurra contre des Carlistes auto-gestionnaires. Après la mise à l'écart du général Manuel Contreras à la suite des pressions exercées par les États-Unis sur le Chili, en raison de l'assassinat d'Orlando Letelier, Stefano Delle Chiaie s'installe en Argentine, alors dirigée par la junte militaire.
Selon le journaliste argentin Martín Sivak, la piste des assassins du général Joaquín Zenteno Anaya, ancien chef des forces armées boliviennes, tué à Paris le 11 mai 1976, remonterait à une agence de mercenaires installée à Valladolid et liée à Delle Chiaie et à des anciens de l'OAS.
Il participe, à Buenos Aires, en septembre 1980, au 4e congrès de la Confédération anticommuniste latino-américaine (CAL), affiliée à la Ligue anti-communiste mondiale (WACL), présidée par le Coréen Woo Jae-sung, qui est aussi dirigeant de la secte Moon. Le congrès de Buenos Aires est alors présidé par le général Guillermo Suárez Mason, responsable du Bataillon d'intelligence 601, et réunit, à part Woo Jae-Sung et Delle Chiaie, le major Roberto d'Aubuisson et Luis Ángel Lagos, fondateurs des escadrons de la mort au Salvador, Mario Sandoval Alarcón, aussi chef d'un escadron de la mort au Guatemala, des membres du groupe terroriste anti-castriste Alpha 66.
Il participe ensuite, aux côtés de Klaus Barbie, au Cocaine Coup dirigé par Luis Garcia Meza Tejada en 1980 en Bolivie.
En 1982, il rencontre à Miami Abdullah Catli, le numéro deux des Loups gris, groupe nationaliste turc infiltré par Gladio.

### Arrestation en 1989, procès et acquittement
Stefano Delle Chiaie est arrêté en 1989 à Caracas, au Venezuela, et extradé en Italie dans le cadre des poursuites judiciaires pour l'attentat de la piazza Fontana en décembre 1969, qui a marqué le début des années de plomb. Il est acquitté en 1989 pour absence de preuves. Plus tard, avec Licio Gelli, Francesco Pazienza, et d'autres, il sera soupçonné d'avoir participé au massacre de Bologne le 2 août 1980 (85 morts et 200 blessés), mais sera aussi acquitté en appel.
Stefano Delle Chiaie est aussi soupçonné d'avoir participé à l'assassinat du général chilien Carlos Prats à Buenos Aires le 30 septembre 1974. Aux côtés de Vincenzo Vinciguerra, il témoigne à Rome en décembre 1995, devant le juge Servini de Cubria, affirmant que Enrique Arancibia Clavel, ancien membre de la DINA accusé de crimes contre l'humanité, et Michael Townley, sont directement impliqués dans le meurtre de Prats.
Durant une audition devant le sénateur Giovanni Pellegrino, il affirme avoir voulu contribuer à un « mouvement révolutionnaire mondial », réunissant des « groupes provenant de différents milieux culturels et qui cherchent à dépasser les deux dogmes de l'époque moderne : le marxisme et le capitalisme libéral ». En revanche il nie l'existence d'une « internationale noire fasciste », qui ne serait qu'« une invention des médias ».
Mentionnant la Ligue anticommuniste mondiale (WACL), il prétend l'avoir quittée après un meeting au Paraguay, affirmant qu'il ne s'agissait que d'un paravent de la CIA. Il admet en revanche avoir participé à l'organisation du Nouvel Ordre Européen. Il nie avoir travaillé avec l'International Anticommunist Alliance vers 1974.
En 2012, il publie une autobiographie, L'Aquila e il Condor.
Il décède à Rome le 9 septembre 2019 à l’hôpital Vannini à Rome.